# 309704 Baruffetti
309704 Baruffetti è un asteroide della fascia principale. Scoperto nel 2008, presenta un'orbita caratterizzata da un semiasse maggiore pari a 3,0620675 UA e da un'eccentricità di 0,0451296, inclinata di 10,62346° rispetto all'eclittica.
L'asteroide è dedicato all'astronomo amatoriale Pietro Baruffetti.